# Printing.com
 (novembre 2013).
Si vous disposez d'ouvrages ou d'articles de référence ou si vous connaissez des sites web de qualité traitant du thème abordé ici, merci de compléter l'article en donnant les références utiles à sa vérifiabilité et en les liant à la section « Notes et références ».
Printing.com est une société d'impression dont le siège social est installé au Royaume-Uni depuis 1992. Printing.com dispose de plus de 300 franchises au Royaume-Uni et en Irlande qui sont servies à partir de ses installations de production à Trafford Park, Manchester, Royaume-Uni. Printing est la plus grande franchise d'impression du Royaume-Uni, et sa marque Flyerzone est son imprimerie en ligne.
Printing.com est cotée au London Stock Exchange et a également des imprimeries en France, aux Pays-Bas, aux États-Unis et la Nouvelle-Zélande.

## Flyerzone
Printing a fait l'acquisition de la société d'impression en ligne néerlandaise MFG BV, ce qui été signalé à la Bourse de Londres, le 8 novembre 2010. La société MFG BV était propriétaire des sites Flyerzone.nl, Drukland.nl et Printrepublic.nl.
Le lancement prévu de la version britannique du site Flyerzone.nl, Flyerzone.co.uk, a été fait fin juillet 2011. La version française du site Flyerzone, Flyerzone.fr, a été lancé en août 2011. L'année suivante, la société a annoncé des plans pour ajouter son logiciel de gabarits de modèles en ligne pour ce site, durant le dernier trimestre de 2012.
Printing.com est aussi à l'initiative de la création d'un logiciel et système de « web2print » utilisant la technologie d'InDesign Server pour construire des modèles de conception d'impression. Le 7 novembre 2011, Tony Rafferty, le PDG de printing.com a annoncé le lancement d'un nouveau site web, TemplateCloud.com. Le but de ce site est de créer une bibliothèque en ligne de modèles éditables de conception d'impression crowdsourcing de designers indépendants pour être revendus sur une base de redevance.